# Główczewski II

Główczewski II

Główczewski II a

Główczewski II (Glowczewsky) – kaszubski herb szlachecki.

## Opis herbu
Herb występował co najmniej w dwóch wariantach. Opisy z wykorzystaniem zasad blazonowania, zaproponowanych przez Alfreda Znamierowskiego:
Główczewski II: W polu dwa rogi w słup, wylotami w dół i od siebie. Barwy nieznane. Klejnot: Ogon pawi. Labry.
Główczewski IIa (Glowczewsky): W polu dwa rogi obfitości skrzyżowane, wylotami w dół i do siebie. Barwy nieznane. Bezpośrednio nad tarczą korona szlachecka.

## Najwcześniejsze wzmianki
Oba wzmiankuje Nowy Siebmacher, pierwszy pochodzić ma z pieczęci jakiegoś Główczewskiego służącego w armii pruskiej w XVIII − XIX wieku. Drugi pochodzi z pieczęci podpisanej von Glowczewsky, prawdopodobnie z XIX wieku. Przemysław Pragert spekuluje, że herb ten może być zniekształconą Ostoją, albo reprezentuje jakiś etap dochodzenia do Ostoi przez Główczewskich, ponieważ rodzina ta używała także Ostoi (ponadto jeszcze herbów Lubicz, Hołobok i herbów własnych: Główczewski, Kłopotek, Główczewski III).

## Herbowni
Główczewski (Glowczewsky) bez przydomków.